# Schützen-Quadrille
Die Schützen-Quadrille ist eine Quadrille der drei Brüder Johann, Josef und Eduard Strauss. Sie wurde am 28. Juli 1868 im  Wiener Volksgarten erstmals aufgeführt.
Das Gemeinschaftswerk der drei Strauss-Brüder entstand anlässlich des Dritten deutschen Bundesschießens in Wien. Dabei handelte es sich um ein großes Fest, an dem Schützenvereine aus ganz Europa teilnahmen. Die ersten beiden Teile des Werks hat Josef Strauss komponiert. Eduard besorgte den Mittelteil mit den Sätzen drei und vier, während Johann den fünften Teil und das Finale zu der Komposition beitrug. Die Uraufführung erfolgte durch mehrere Kapellen, die gemeinsam etwa 200 Musiker auf die Bühne brachten. Neben dem Walzer Trifolien aus dem Jahr 1865 ist dieses Werk die zweite und letzte Gemeinschaftskomposition aller drei Strauss-Brüder.
Die Spieldauer beträgt auf der unter Einzelnachweisen angeführten CD 6 Minuten und 2 Sekunden. Je nach der musikalischen Auffassung des Dirigenten kann diese Zeit etwas variieren.

## Einzelnachweis
1. ↑  Quelle: Englische Version des Booklets (Seite 115) in der 52 CDs umfassenden Gesamtausgabe der Orchesterwerke von Johann Strauß (Sohn), Hrsg. Naxos (Label). Das Werk ist als siebter Titel auf der 44. CD zu hören.